# Franziska Kampmann

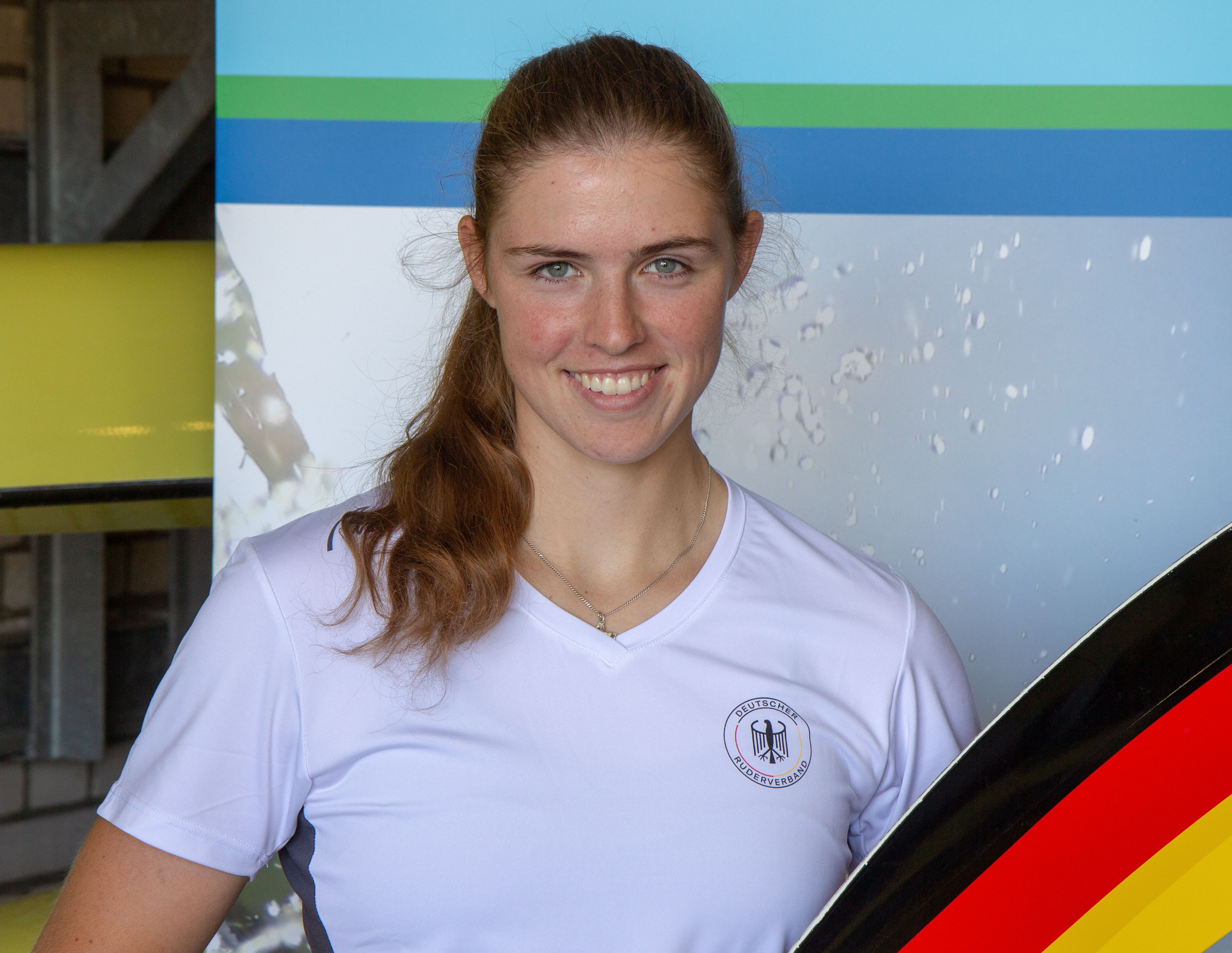
Franziska Kampmann (2018)

Franziska Kampmann (* 5. Juni 1997) ist eine deutsche Ruderin.

## Sportliche Karriere
Kampmann belegte zusammen mit Tina Christmann den zweiten Platz im Doppelzweier bei den Junioren-Weltmeisterschaften 2014. Bei den Junioren-Weltmeisterschaften 2015 siegte sie zusammen mit Lena Reuß, Katharina Börms und Laura Kampmann im Doppelvierer. 2017 erhielten Tina Christmann, Pia Greiten, Franziska Kampmann und Michaela Staelberg die Bronzemedaille bei den U23-Weltmeisterschaften.
2018 gewann Kampmann bei zwei Regatten des Ruder-Weltcups mit dem Doppelvierer. Bei den Weltmeisterschaften in Plowdiw gewannen Marie-Cathérine Arnold, Carlotta Nwajide, Franziska Kampmann und Frieda Hämmerling die Silbermedaille hinter den Polinnen. 2019 trat der deutsche Doppelvierer bei den Europameisterschaften in Luzern in der Besetzung Michaela Staelberg, Julia Lier, Franziska Kampmann und Frieda Hämmerling an, diese Mannschaft gewann den Titel vor den Niederländerinnen. Bei den Weltmeisterschaften in Linz trat der deutsche Doppelvierer in der  Besetzung Daniela Schultze, Michaela Staelberg, Franziska Kampmann und Frieda Hämmerling an. Sie belegten den 4. Platz hinter China, Polen und den Niederlanden. 2020 trat der deutsche Doppelvierer in der Besetzung Daniela Schultze, Carlotta Nwajide, Frieda Hämmerling und Franziska Kampmann an. Bei den Europameisterschaften in Posen gewannen die Niederländerinnen den Titel vor den Deutschen und den Polinnen. Im Jahr darauf gewannen Schultze, Njawide, Hämmerling und Kampmann die Bronzemedaille bei den Europameisterschaften in Varese. Im Finale der Olympischen Regatta in Tokio lag der deutsche Doppelvierer lange auf einem Medaillenplatz, nach einem Fehler belegte die Crew am Ende den fünften Platz.
Franziska Kampmann rudert für den Ruderverein Waltrop von 1928. Zusammen mit Tina Christmann war sie 2016 Deutsche Meisterin im Doppelzweier. 2017 belegte Franziska Kampmann mit Laura Kampmann aus Essen den zweiten Platz. Ein Jahr später wurde Laura Kampmann erneut Zweite, diesmal zusammen mit Theresa Kampmann, der jüngeren Schwester von Franziska.